# Def Leppard
Def Leppard este o formație rock din Marea Britanie, aparținând curentului New Wave Of British Heavy Metal. A luat ființă în anul 1977 în Sheffield.

## Discografie
- 1980 - On Through The Night
- 1981 - High 'n' Dry
- 1983 - Pyromania
- 1987 - Hysteria
- 1992 - Adrenalize
- 1993 - Retroactive
- 1996 - Slang
- 1999 - Euphoria
- 2002 - X
- 2005 - Rock Of Ages: The Definitive Collection
- 2006 - YEAH!
- 2008 - Songs From The Sparkle Lounge
- 2011 - Mirrorball
- 2015 - Def Leppard
- 2022 - Diamond Star Halos